# Tir als Jocs Olímpics d'estiu de 1920 - Rifle militar, 300 metres drets
La competició de rifle militar, 300 metres drets va ser una de les vint-i-una proves del programa de Tir dels Jocs Olímpics d'Anvers de 1920. Es disputà el 29 i 30 de juliol de 1920 i hi van prendre part 16 tiradors procedents de 7 nacions diferents.

## Medallistes
| Or                | Plata                    | Bronze                   |
| Carl Osburn (USA) | Lars Jørgen Madsen (DEN) | Lawrence Nuesslein (USA) |

## Resultats
La puntuació màxima possible era 60 punts.
| Pos. | Tirador                    | Punts      | Desempat |
| ---- | -------------------------- | ---------- | -------- |
| 1    | Carl Osburn (USA)          | 56         |          |
| 2    | Lars Jørgen Madsen (DEN)   | 55         |          |
| 3    | Lawrence Nuesslein (USA)   | 54         | 56       |
| 4    | Erik Sætter-Lassen (DEN)   | 54         | 51       |
| 5    | Joseph Janssens (BEL)      | 54         | 47       |
| 6    | Ricardo Ticchi (ITA)       | 54         | 44       |
| 7    | Anders Peter Nielsen (DEN) | 53         |          |
| 7    | Anders Petersen (DEN)      | 53         |          |
| 7    | Lloyd Spooner (USA)        | 53         |          |
| -    | Anton Dahl (NOR)           | 52         |          |
| -    | Karl Magnus Wegelius (FIN) | 51         |          |
| -    | Niels Larsen (DEN)         | 51         |          |
| -    | Willis A. Lee (USA)        | 48         |          |
| -    | Arthur Rothrock (USA)      | 45         |          |
| -    | Léon Johnson (FRA)         | Desconegut |          |
| -    | Achille Paroche (FRA)      | Desconegut |          |